# پوتمس
پوتمس (به آلمانی: Pöttmes) یک شهر در آلمان است که در آیشاخ-فریدبرگ واقع شده‌است.